# Dischidiopsis carinata
Dischidiopsis carinata är en oleanderväxtart som beskrevs av Rudolf Schlechter. Dischidiopsis carinata ingår i släktet Dischidiopsis och familjen oleanderväxter. Inga underarter finns listade i Catalogue of Life.